# Теночтитлан
Теночтитлан је био главни град Царства Астека. Налазио се на острву на језеру Текскоко, на месту где је данас град Мексико. Теночтитлан је на врхунцу моћи, у своје време био један од највећих градова света са око 200.000 становника.
Град су уништили 1521. шпански конкистадори. На рушевинама Теночтитлана изграђен је следећих векова град Мексико, а језеро Текскоко је постепено исушено.

## Географија
Теночтитлан је покривао 8 до 13,5 km². Био је на западној страни плитког језера Текскоко. Са копном је био повезан путевима, који су водили преко језера северно, јужно и западно. Путеви су били испрекидани мостовима, који су омогућавали пролаз чамаца. Мостови су се могли и повући у случају одбране града. Град је био испресецан мрежом канала, тако да су се до свих делова града могло доћи пешке или чамцем.
Језеро Текскоко је било највеће од пет повезаних језера долине Мексика. Језеро је било мало слано, тако да се вода аквадуктима доводила до града.

## План града
Град је био подељен у четири зоне. Свака зона је имала 20 дистрикта, а сваки дистрикт је био пресецан улицама. Постојале су три главне улице у граду које су водиле према три излаза из града. Сваки дистрикт је имао специфичну делатност по којој је био познат. Сваки дистрикт је имао своју пијацу, а поред њих постојала је и главна пијаца.
У центру града су биле јавне зграде, храмови и школе. Церемонијални центар је био 300 m широк и 300 m дугачак. Постојало је око 45 јавних грађевина, које укључују главни храм, храм Кецалкоатла, храм сунца, зидови лобања са лобањама жртвованих богу сунца и други. Ван главног трга је била Монтезумина палата са 100 соба, од којих је свака имала купатило. Град Теночтитлан је поседовао велику симетрију. Сва градња је морала бити одобрена од стране функционера градског планирања.

## Зоолошки врт
Монтезумина палата имала је два зоолошка врта. У једном су биле птице грабљивице, а у другом друге птице, рептили и сисари. О животињама се старало око 300 људи. Постојала је и ботаничка башта и акваријум.

## Просјаци, проститутке и сметлари
Град је имао и просјака, лопова и проститутки. Само су инвалиди смели просити. Постојала су два типа проститутки. Једне су биле намењене ратницима и нису наплаћивале свој рад.
Мали бродови би пролазили кроз град и скупљали би смеће. Постојало је око 1.000 чистача.

## Историја
Време првог настањивања Теночититлана од стране Астека се рачуна између 1320. i 1350. Астеци су имали пророчанство по коме ће наћи место за нови град, на месту где виде орла, како једе змију на врху кактуса на стени окруженој водом. То су управо угледали на малом мочварном острву на језеру Текскоко. Та визија се данас налази на мексичком грбу и на мексичкој застави.
Развила се моћна култура, а астечко царство је доминирало над осталим племенима Мексика. Мало природно острво је проширено и ту настаје град Теночтитлан. Теночтитлан постаје најмоћнији град Северне Америке. После једне поплаве град је поново изграђен у грандиозном стилу.
Шпански конкистадор Ернан Кортес је дошао 8. новембра 1519. у Теночтитлан. У то време се веровало да је то био један од највећих градова света. Од европских градова само су Париз, Венеција и Цариград били већи. Процене су биле да има 200.000 становника. Ернан Кортес је после вишемесечне опсаде и разарања заузео град 13. августа 1521. Остатак града је разорен. Град Мексико је саграђен на рушевинама Теночтитлана.

## Археолошка ископавања
Током векова били су налажене разни реликти астечке културе пре свега камени монументи и керамика. Ка њима спада у југозападном делу Палато Национале нађена монументална скулптура богиње Коатликуе и Теокали де ле Саграда, камени монумент који има изглед камене пирамиде на чијој је задњој страни изображен лик орла који седи на кактусу и сунчани камен.
Са првим систематским археолошким ископавањима се почело у 20. веку. Археолошка ископавања су била и приликом изградње великих инжињерских објеката или мреже канализације или електро мреже, као и градње метроа који пролази центром града. Приликом градње станице Пино Суарез где су укрштене линије 1 и 2 нађен је мали кружни храм који је био вероватно посвећен богу ветра Ехекалу. Био је реконструисан и укључен у станицу метроа захваљујући изменама планова. Даљи налази су били транспортовани у градски музеј. Напети временски распореди изградње умногоме отежавају археолошка истраживања.

## Главни храм Темпло Мајор
Положај главног храма је била приближно одређена у 20. веку на углу улица Република де Аргентина и Република де Гуатемала. Густо настањени делови су ту онемогућили даља истраживања. Случајни налаз рељефа који представља мртву богињу Коиолксаукуи био је године 1978. искориштен као подстицај за пројекат мексичког археолога Едуарда Матоса Моктезуме због кога је морало бити порушено много објеката да би се приступило археолошком истраживања главног храма Темполо Мајер у центру града.
Приликом ископавања 1978. и све до 1982. било је утврђено седам грађевинских фаза главног храма стим да је пројекат био стално прошириван. Од најмлађег стадија храма када су га уништили шпански поробљивачи остало је врло мало остатака. Претпостављене пређашње фазе градње храма када је по легендама на храму био изграђен олтар земље, није био предмет потраге и испитивања и били су тешко за проналажење због тога јер су у зони подземних вода. Одређивање појединих владарских етапа и датирања су хипотетичке вредност. Многи налази потичу из доба пре два века од шпанског рушења града и данас се могу наћи у шпанском националном антрополошком музеју који се налази поближе места ископавања.
Северно од главног храма био је откривен просторни комплекс који је очигледно служио као састајалиште зе старешине и ратнике. Около зида су уграђене клупе које у форми декорације припомињу сличне конструкције у халама са стубовима из Туле и морали су да одатле буду преузете инспирације за њих.
Такође за време под Шпанцима изграђеном катедралом било је током 70-тих година 20. века приликом грађевинских радова на осигурању стабилности у меком тлу, нађени остаци грађевине астечког храма, који ипак нису били тачно одређени и датирани.
На разним местима изграђени модел храмског дела који полази пре свега из студије мексичког археолога Игнација Маркумија, који је пре свега усмерен на писмена опажања и белешке, био је археолошким ископавањима превазиђен

### Чланци
- Smith, Michael E. (мај 2005). „City Size in Late Post-Classic Mesoamerica” (PDF). Journal of Urban History. Beverley Hills, CA: SAGE Publications. 31 (4): 403—434. OCLC 1798556. doi:10.1177/0096144204274396. Приступљено 1. 2. 2008.